# Chaetothiersia
Chaetothiersia es un género de hongos de la familia Pyronemataceae. Es monotípico, su única especie Chaetothiersia vernalis es recolectada en las partes altas del norte de Sierra Nevada, California. Se le ha encontrado creciendo en grupos sobre madera y corteza en descomposición de la conífera Abies magnifica.

## Descripción
Esta especie se caracteriza por tener pelillos marrones rígidos en la superficie del excípulo ectal, la capa externa del apotecio. El excípulo ectal es delgado y está hecho de células aproximadamente esféricas / angulares. Sus ascosporas son lisas y no contienen gotas de aceite.

## Similares
Entre los géneros con especies que se asemejan a C. vernalis se cuentan Geopora, Humaria, Trichophaea, Trichophaeopsis, Tricharina, muchas de las cuales sólo son distinguibles por sus características microscópicas.